# Héctor Rosales
Héctor Rosales (Montevideo, 7 de abril de 1958) es un poeta y narrador uruguayo.

## Biografía
Luego de cursar el bachillerato de Abogacía comienza a hacer circular sus escritos entre amistades, familiares y allegados. 
A mediados de enero de 1979 se radica en Barcelona (España). En ese año inicia sus contactos con revistas literarias, edita su primer libro, funda con otros poetas el Grupo Ahora (equipo literario que extiende su actividad hasta 1986), participa en programas de radio, asesoramiento editorial, diseño gráfico y distintas iniciativas de difusión cultural que llegan hasta el presente.
Incluido en antologías, diccionarios, libros colectivos y otras publicaciones, algunos de sus textos se han traducido al francés, portugués, catalán, gallego, polaco, italiano, inglés y alemán.
Mediante crónicas, poesía, reseñas, selección y presentación de textos y autores ha colaborado en suplementos culturales, periódicos y más de un centenar de revistas de arte y literatura de distintos países.
Algunos de sus libros, poemas y textos en prosa se han estudiado en varios talleres de escritura, institutos o universidades de España, Francia, Portugal, Suecia, Argentina, Uruguay y Estados Unidos.

## Obras
Poesía
- Visiones y agonías (Barcelona, 1979, 2.ª ed. corregida y aumentada, New Jersey, 2000, 3.ª ed. en formato pdf, México, 2009).
- Espejos de la noche (Madrid, 1981).
- Carpeta 1 (Barcelona, 1982).
- Dende eiquí / plaquette (Pontevedra, 1983).
- Espectros (Gijón, 1983).
- Desvuelo (1.ª ed. Montevideo-Barcelona, 1984, 2.ª ed. corregida y aumentada: Barcelona, 1997, 3.ª ed. 1999, 4.ª ed. e-book, San José de Costa Rica, 2001, 5.ª ed. pdf, México, 2004).
- Cuatro textos / pliego (Barcelona, 1985).
- Cinco poemas (en suplemento revista “Calandrajas” n.º 15, Toledo, 1987).
- Rieles / plaquette (Barcelona, 1989).
- Alrededor el asedio (cinco eds., Montevideo 1989/92/93/2017, Barcelona 2013; Primer Premio 1992, Ministerio de Educación y Cultura, Uruguay).
- Cuatro postales de Suecia / pliego (cuatro eds., Barcelona 1992/93/94, México, ed. pdf, 2005).
- Habitantes del grito incompleto (Ediciones Trilce. Montevideo, 1992).
- El manantial invertido / plaquette (cinco eds., Barcelona 1994/96/2003, esta última aumentada, y Santiago de Compostela, 1995, con versión gallega e integrando la revista universitaria Ólisbos, n.º 17).
- Mientras la lluvia no borre las huellas (Barcelona, 2002).
- Cuatro poemas inéditos / pliego (Barcelona, 2015, 2.ª ed. ilustrada: México, 2015).
- Doce epigramas a mano / plaquette (ed. digital, México, 2015).

Antologías
- Voces en la piedra iluminada / Diez poetas uruguayos (Toledo, 1988).
- Chapper, las espinas del verso (Montevideo, 2001).
- Nadie dude el lucero / Rolando Faget (México, 2009, 2.ª ed. ampliada: Montevideo, 2015).